# Карандашная манера

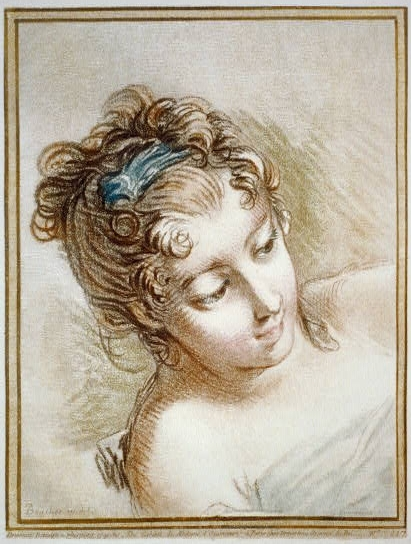
Жиль Демарто. Женская головка (по рисунку Франсуа Буше). Между 1750 и 1770

«Гравюра карандашной манерой» (фр. Gravure en maniere de crayon) — техника гравюры на металле и разновидность графического искусства, родственная офорту, сочетающая приёмы гравирования печатной формы художником, травления и механического гравирования. Поэтому её относят к комбинированным «манерам» (так в XVIII—XIX веках называли графические техники). Карандашная манера офорта сложилась в первой половине XVIII века, в эпоху рококо, в связи с возросшей потребностью в репродуцировании рисунков итальянских художников XVI—XVII веков в технике «трёх карандашей»: красной сангиной, углём или чёрным итальянским карандашом и белым мелом или пастелью.

## Техника
Для имитации карандашного штриха мастера использовали специальный инструмент — рулетку, цилиндрический валик или колёсико с мелкой насечкой. С помощью такой рулетки, слегка надавливая на доску, делали след из отдельных точек. Имея в наборе рулетки разного размера, мастер мог создавать штрихи различной плотности, ширины и фактуры. Далее производили печать по способу офорта, затирая краску в углубления и печатая на влажную бумагу. Другой способ заключается в работе рулеткой по медной доске, покрытой слоем кислотоупорного лака, с последующим травлением раствором хлорного железа, аналогично штриховому офорту или пунктиру. После травления лак смывают, а рисунок часто «доводят» офортной иглой или матуаром — инструментом с шарообразным окончанием, покрытым мелкими зубчиками.

## История
В 1735 году такую технику гравирования впервые применили английские гравёры А. Понд и Ч. Нэптон, а затем, около 1740 года, француз Ж.-Ш. Франсуа. В 1757 году он создал в новой технике серию гравюр под названием «Любовь к рисунку, или Курс рисования в карандашном духе». В этой серии в карандашной манере воспроизведены рисунки художников французского рококо: Ф. Буше, Ш.-А. Ван Лоо, Ж.-М. Вьена, Ш. Эйзена. Начинание поддержал Дени Дидро.
Однако прославил новую технику выдающийся французский рисовальщик и гравёр Жиль Демарто Старший, ученик Ж.-Ш. Франсуа. Показательно, что Демарто начинал работать ювелиром и чеканщиком по металлу. Для большего сходства с копируемыми рисунками Демарто использовал тонированную бумагу и печать красно-коричневой краской, имитирующей сангину, либо охристой или голубоватой краской, имитирующей тона пастели. На готовые оттиски он от руки наносил дополнительные пробелы — блики и штрихи белилами. Демарто стал печатать гравюры с нескольких досок — для каждого цвета своя доска. Подготовительный рисунок с помощью калек переносился на несколько досок, а при печати оттиски последовательно совмещали с помощью игл и еле заметных отверстий, как в цветной литографии или акватинте. Чаще всего Демарто воспроизводил рисунки Франсуа Буше. Дело дошло до того, что Буше специально готовил рисунки для воспроизведения в гравюрах Демарто. Эти произведения, истинные шедевры, прославили обоих художников. Демарто успешно воспроизводил рисунки Антуана Ватто, других художников в технике «трёх карандашей».
Другим выдающимся мастером карандашной манеры был французский гравёр Л.-М. Бонне, также ученик Ж.-Ш. Франсуа. Бонне воспроизводил главным образом сложные рисунки пастелью, используя до восьмидесяти досок на одну гравюру. Он применял кроющие краски, дающие матовый тон, и тонированную бумагу. Пробелы он воспроизводил печатью белилами с отдельной доски. Бонне даже имитировал золотистые рамки, окаймляющие оригиналы рисунков. Такая техника получила название «пастельная манера».
В 1769 году Бонне подробно описал свою технику в книге «Пастель в гравюре, изобретённая и выполненная Луи Бонне» (Le pastel en gravure inventé et exécuté par L. B.). В 1765—1767 годах французский мастер работал в Санкт-Петербурге, где выполнил несколько гравюрных портретов в карандашной манере Екатерины II и наследника Павла Петровича по рисункам Жана-Луи де Велли, затем вернулся в Париж и открыл собственную мастерскую. В Англии выдающимся мастером пунктира и карандашной манеры стал итальянский гравёр Франческо Бартолоцци. К концу XVIII века карандашная манера, связанная с эстетикой стиля рококо, стала выходить из моды, её постепенно вытесняла цветная акватинта.
В России первые гравюры в карандашной манере выполнял немецкий мастер Г. Ф. Шмидт, с 1757 года работавший в гравировальной палате Академии наук, а затем в Академии художеств. Однако заметного распространения карандашная манера в России не получила.